# Rubia pauciflora
Rubia pauciflora är en måreväxtart som beskrevs av Pierre Edmond Boissier. Rubia pauciflora ingår i släktet krappar, och familjen måreväxter. Inga underarter finns listade i Catalogue of Life.